# Leukon I.

Ausdehnung des Bosporanischen Reiches, dessen König Leukon I. war

Leukon I. (altgriechisch Λευκών Leukṓn; † 349 v. Chr.) war ein König des Bosporanischen Reiches auf der Halbinsel Krim.
Leukon entstammte der Dynastie der Spartokiden, die von 438 v. Chr. bis 107 v. Chr. das Bosporanische Reich regierte. Er übernahm die Herrschaft 389 v. Chr., nachdem sein Vater Satyros I. gestorben war, und konnte sein Reich erheblich vergrößern. So eroberte er die Stadt Theodosia sowie Gebiete der Toreteer, Dandarier und Psesser. Sein Bruder Gorgippos konnte zusätzlich das Gebiet der Sinder dem Reich anschließen, sodass sich Leukon schließlich als „Archon von Bosporos und Theodosia und König (basileus) der Sinder, Toreteer, Dandarier und Psesser“ bezeichnen konnte.
Große Bedeutung erlangte Leukon durch den Export von Getreide ins griechische Mutterland. Athen verlieh ihm wegen seines wichtigen Beitrags zur Nahrungsmittelversorgung Attikas sogar das attische Bürgerrecht. Von späteren Autoren wird er als kluger, listenreicher Feldherr und Herrscher beschrieben.